# Тьосокабе Кунітіка
Тьосокабе Кунітіка (*長宗我部 国親, 1504  —8 липня 1560) — даймьо з провінції Тоса у 1508—1560 роках.

## Життєпис
Походив з самурайського роду Тьосокабе. Син Тьосокабе Канецугу, власника невеличкого володіння на о. Сікоку. Народився у 1504 року, отримавши ім'я Сенюмару. У 1508 році клан Мотояма атакував родинний замок Око, захопивши Тьосокабе Канецугу, якого було страчено. Кунітіка вимушений був тікати, знайшовши прихисток у клану Ітідзьо, чиїм васалом він став.
У 1518 році за підтримки військ Ітідзьо відвоював замок Око та решту своїх володінь. З цього часу відновлюється тривала боротьба з родом Мотояма. Для цього отримав підтримку канрея Хосокава Такакуні. Але після його повалення у 1527 році ситуація для Кунітіки погіршилася.
У 1544 році задля налагодження стосунків з Мотояма влаштував шлюб між своєю донькою та Мотояма Сіґетокі. Протягом 1547 року боровся за замок Оцу і місто Сімода. До 1549 року захопив південно-західну частину провінції Тоса, завдавши поразки роду Ямада. У 1555 році поновилися конфлікти з кланом Мотояма, який очолив його зять Сіґетокі. У 1556 року Тьосокабе Кунітіка захопив рівнину Коті.
У травні 1560 року захопив замок Нагахама, що належав роду Мотояма. Неподалік від цього замку відбулася битва, в якій Кунітіка маючи 1 тис. самураїв здолав вороже військо у 2,5 тис. самураїв. Слідом за цим взяв супротивника в облогу в замку Урато. Проте через хворобу невдовзі зняв облогу й повернувся до рідного замку Око. У липні того ж року він помирає Владу успадкував його син Тьосокабе Мототіка.